# Thomas Huppert
Thomas George Huppert (ur. 5 października 1942 w Lower Hutt) – nowozelandzki narciarz alpejski, olimpijczyk.
Podczas igrzysk w Grenoble był chorążym nowozelandzkiej reprezentacji. W samych zawodach ukończył slalom gigant i zjazd odpowiednio na pozycjach 75. i 61., w slalomie zaś odpadł w eliminacjach.